# Distrito de Kottayam
Kottayam (en malayalam; കോട്ടയം) es un distrito de India, en el estado de Kerala. 
Comprende una superficie de 2203 km². Según el censo de 2011, contaba con una población total de 1 979 384 habitantes.
El centro administrativo es la ciudad de Kottayam.
La mayoría de la población está formada a partes iguales por hinduistas (49,81%) y cristianos (43,48%), habiendo además una pequeña minoría de musulmanes (6,41%). El malabar es el único idioma hablado en la mayor parte del distrito. La alfabetización alcanza al 97,21% de la población.

## Organización territorial
Se divide en cinco talukas: Changanassery, Kanjirappally, Kottayam, Vaikom y Meenachil (con capital en Pala). En cuanto a la autonomía local específica de las ciudades, en el distrito hay seis ciudades que funcionan como municipios: Changanassery, Kottayam, Vaikom, Pala, Ettumanur y Erattupetta.